# معركة يورك
معركة يورك أو Battle of York، إحدى معارك حرب 1812 في 27 أبريل 1813 في يورك بكندا العليا، قامت في هذه المعركة قوة أمريكية يدعمها أسطول بحري صغير قد رست على بحيرة أونتاريو من ناحية الغرب وقامت بهزيمة القوات البريطانية المتبقية في المكان ثم تلى ذلك أعمال نهب وتخريب قامت بها القوات الأمريكية.